# Mantophasmatidae
Famille
Les Mantophasmatidae sont une famille d'insectes de l'ordre des Mantophasmatodea.

## Liste des genres
- Mantophasma Zompro, Klass, Kristensen & Adis, 2002
- Sclerophasma Klass, Picker, Damgaard, van Noort & Tojo, 2003

## Publication originale
- (en) Klaus-D Klass, Oliver Zompro, Niels P Kristensen et Joachim Adis, « Mantophasmatodea: a new insect order with extant members in the Afrotropics », Science, Amérique septentrionale, AAAS, vol. 296, no 5572,‎ 18 avril 2002, p. 1456-1459 (ISSN 0036-8075 et 1095-9203, OCLC 1644869, PMID 11964441, DOI 10.1126/SCIENCE.1069397, lire en ligne).